# Sonia Rolland
Sonia Rolland (11 de febrero de 1981) es una actriz y modelo francesa. Fue Miss Francia en el año 2000. También compitió en Miss Universo. Es la primera francesa de origen africano en convertirse en ganadora.

## Biografía
Nació en Kigali, Ruanda de padre francés y madre ruandesa, la familia huyó de los disturbios civiles en Ruanda en 1990 lo que les llevó al país vecino Burundi hasta que en 1994 emigró a Francia debido al comienzo de la Guerra Civil Burundi.
En octubre de 1999, Sonia Rolland ganó el certamen "Miss Bourgogne" (Miss Borgoña), un concurso regional de belleza que le permitió competir por el título de Miss Francia 2000 que ganó. En Miss Universo 2000 que tuvo lugar en Chipre, Rolland fue una de las diez semi-finalistas quedando en 9.ª posición.

## Filmografía
- Les Pygmées de Carlo (2002) dir. Radu mihaileanu (TV ARTE)
- Léa Parker (2004–2006) Series TV M6 dir. Robin Davis, Bruno Gantillon, Jean-Pierre Prevost... 50 episodes
- Le P'tit curieux (2004) dir. Jean Marbeauf
- Les Zygs (2006) serie TV FR2 (2 ep. 52 min) dir. Jacques Fansten
- C'est beau une ville la nuit (2005) dir. Richard Bohringer
- Moloch Tropical (2009) dir. Raoul Peck
- Medianoche en París  dir. Woody Allen
- Madame (2017)